# مقاطعة ماساك (إلينوي)
مقاطعة ماساك (بالإنجليزية: Massac County)‏ هي إحدى المقاطعات في ولاية إلينوي في الولايات المتحدة الأمريكية.

## أعلام
- ألونزو ك. فيكرز